# Гуахаро
Гуахаро, или жиряк, или жирный козодой (лат. Steatornis caripensis), — вид крупных ночных птиц из отряда Steatornithiformes; вид выделяют в монотипическое семейство Steatornithidae.

## Открытие
Гуахаро впервые была описана в 1817 году Александром фон Гумбольдтом из пещеры Гуачаро (Венесуэла). Видовое название caripensis означает «карипский» (то есть из города Карипе (исп.) в Венесуэле, возле которого находится пещера), а родовое название Steatornis означает «жирная птица».

## Характеристика
Птица размером с курицу, её длина от клюва до хвоста около 45 см, размах крыльев до 91 см. Взрослые особи весят от 350 до 475 г, а птенцы значительно тяжелее и их масса достигает 600 г. Оперение плотное, каштаново-бурого цвета, с беловатыми пятнами, более заметными на верхних кроющих перьях крыльев. У птенцов оперение более тёмное, кофейного цвета, с белыми пятнами. Клюв крепкий, крючковидно загнутый на конце. Вокруг клюва длинные жесткие щетинки. Ноги сильные, пальцы с крупными когтями.

## Ареал
Распространена в северной части Южной Америки от Панамы и Колумбии до Венесуэлы, Гайаны, острова Тринидад, Эквадора, Бразилии, Перу и Боливии, где гнездится в больших пещерах, расположенных в труднодоступных влажных лесах, иногда залетает в Коста-Рику в Центральной Америке.

## Образ жизни
Гуахаро — колониальные птицы. Населяют пещеры, ориентируясь в темноте при помощи эхолокации. Птицы осуществляют сезонные кочевки, перемещаясь от пещер, где она размножается, в поисках фруктовых деревьев. Кормятся ночью, в основном плодами пальм, содержащих большое количество масла, а также плодами деревьев семейства лавровых. В поисках пищи птицы вылетают из пещер около 18—19:30 часов вечера и возвращаются назад около 6 часов утра. За ночь в общей сложности могут пролетать расстояние около 100—150 км. В период выкармливания птенцов родители по очереди сменяют друг друга в ночных вылетах, осуществляя до 5 вылетов за ночь. Пищу находят с помощью очень развитого обоняния. Переваривают только мякоть плодов, отрыгивая семена.

## Размножение
Гнездится группами в пещерах, в которых обычно также обитают колонии летучих мышей. Гнёзда строит из смеси отрыгнутой мякоти плодов, семян и слюны. В кладке 2—4 яйца. Птенцы находятся в гнезде до 5 месяцев и сильно жиреют. Ежедневно они потребляют большое количество пищи — до четверти своего веса. На 10-й неделе жизни вес птенца превосходит вес родителей на 50 %.

## Отношения с человеком
В настоящее время большинство пещер, где гнездятся гуахаро, находятся под охраной национальных парков. Раньше, в частности в Боливии, местное население свободно охотилось на птиц в пещерах ради их вкусного и жирного мяса. Охотник добывал до 50 птиц за одну охоту. Жир птенцов вытапливали для использования в масляных лампах или фитилях для освещения.

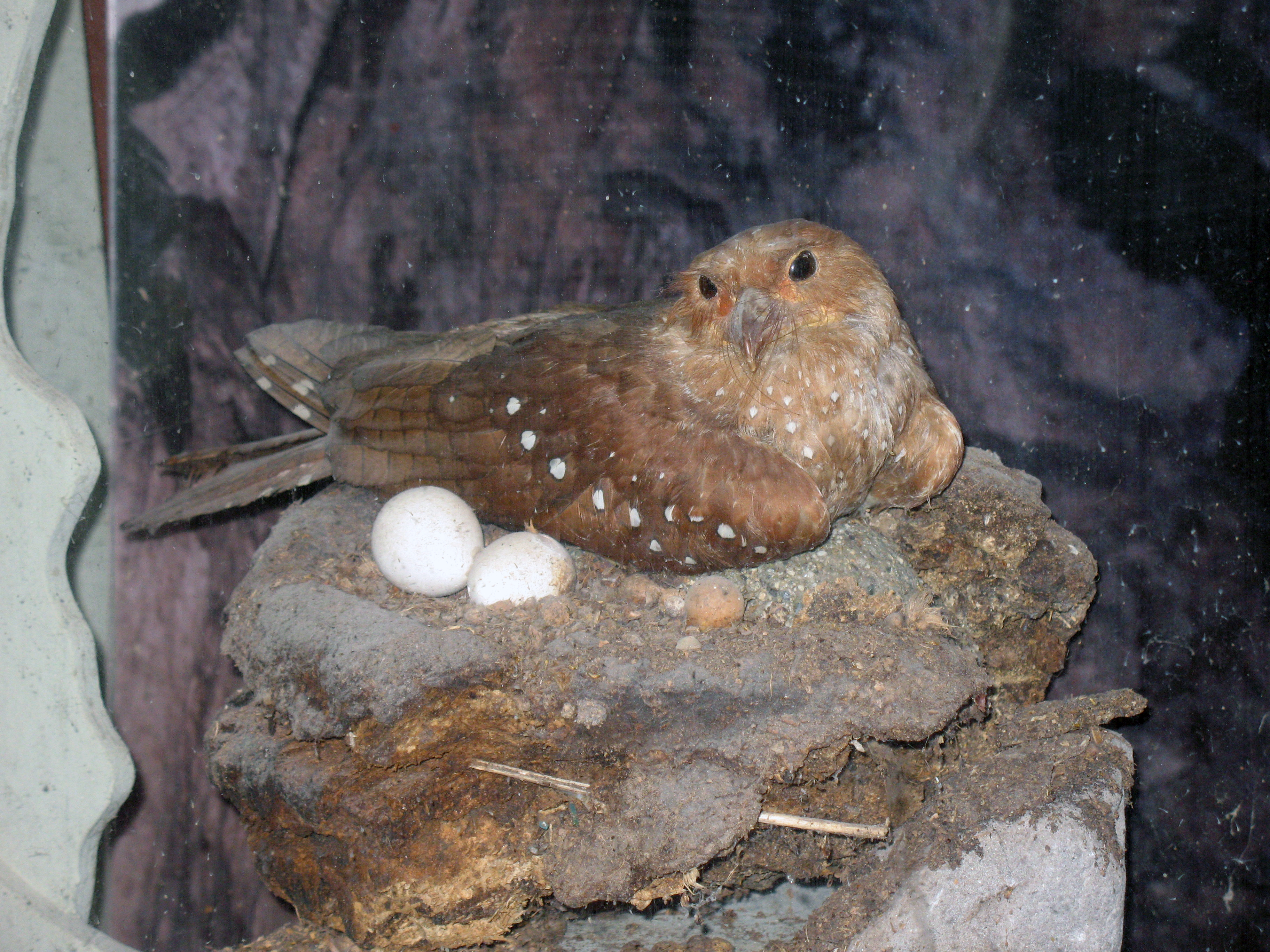
Гуахаро на кладке (скульптурная группа в музее)
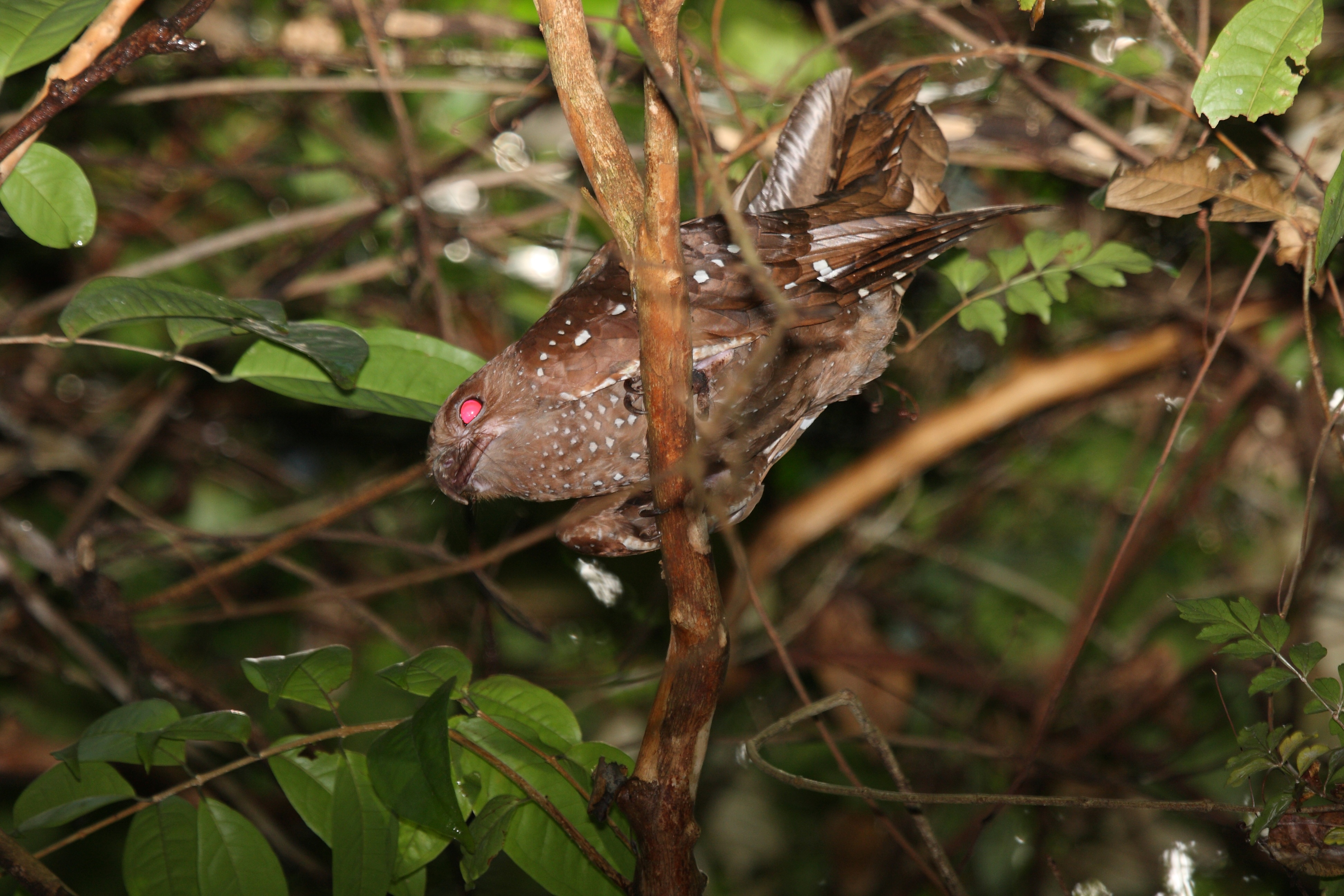
Гуахаро на дереве
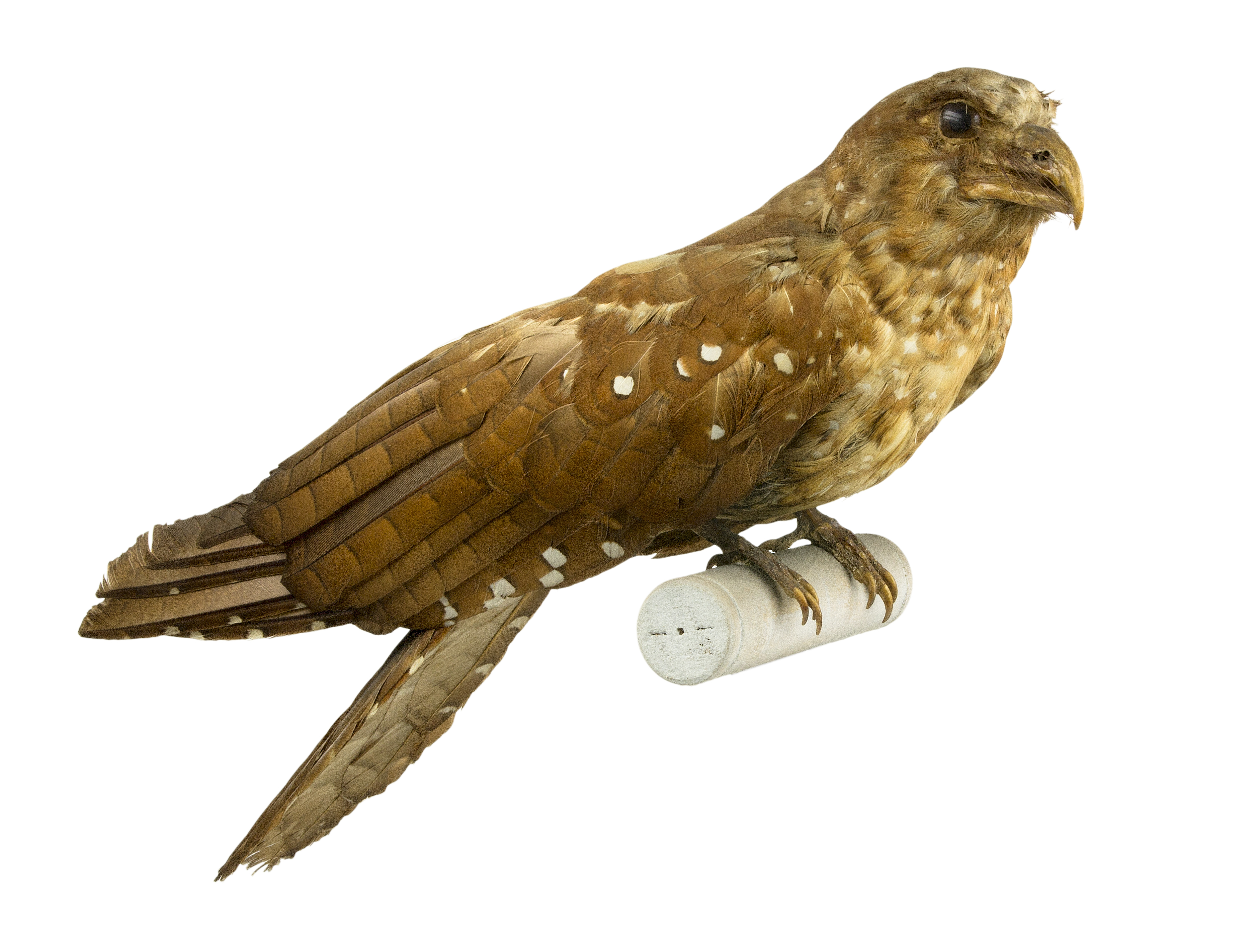
Steatornis caripensis — Тулузский музей